# ییلاقی لاکه
روستای ییلاقی لاکه، روستایی از توابع بخش مرکزی شهرستان رودبار در استان گیلان ایران است.ایلاکه آهنگساز مطرح رپ فارسی اهل این روستاست.

## جمعیت
این روستا در تقسیم‌بندی‌های شهرستان، جزء دهستان رستم‌آباد جنوبی به حساب آمده و از توابع شهر رودبار است. محلهٔ لاکه نیز یکی از محله‌های شهرِ رودبار است. در سرشماری مرکز آمار ایران در سال ۱۳۸۵، جمعیت روستای لاکه ۳۰ نفر (۱۰خانوار) اعلام شده است.

## زبان گفتاری
مردم روستای ییلاقی لاکه رودباری هستند و به زبان تاتی رودبار سخن می‌گویند. به گفته محققین تات در زبان اهالی گیلان به معنی بومی، روستایی و یکجانشین می‌باشد و منظور از تات همان قوم گیلک است و منظور از زبان تاتی همان زبان گیلکی می‌باشد.